# یوهان گوتفرید گاله
یوهان گوتفرید گاله (به آلمانی: Johann Gottfried Galle) در نهم ژوئن سال ۱۸۱۲ در برلین آلمان به دنیا آمد و در دهم ژوئیه سال ۱۹۱۰ از دنیا رفت . این ستاره‌شناس مشهور در بیست و سوم سپتامبر سال ۱۸۴۶ توانست به عنوان اولین فرد، سیاره نپتون را رصد کند.